# South from Granada

South from Granada: Seven Years in an Andalusian Village (littéralement : Au sud de Grenade: Sept ans dans un village andalou) est un livre autobiographique de Gerald Brenan, dont la première édition a été publiée en 1957. 

## Présentation
Brenan, proche du Bloomsbury Group, s'est installé en Espagne en 1919 et y a vécu de temps à autre. Ce livre est un exemple de littérature de voyage, mêlant un récit autobiographique de sa vie à Yegen, le village où il s'est installé en Espagne pour la première fois, avec des informations détaillées sur la région des Alpujarras en Andalousie. Il décrit les visites à son domicile de Virginia Woolf, Lytton Strachey et Dora Carrington . 

## Film
South from Granada a été adapté en film, Al sur de Granada (2003), réalisé par Fernando Colomo. Le film comprend des éléments biographiques qui ne figurent pas dans le livre.